# Otto Loeb
Otto Wolfgang Loeb (* 30. Mai 1898 in Trier; † 4. August 1974 ebenda) war ein deutscher Kaufmann.

## Leben und Tätigkeit
Loeb war Sohn des Weinhändlers Sigmund Loeb († 1950). 1915 bestand er das Abitur am Realgymnasium Trier. Anschließend nahm er am Ersten Weltkrieg teil.
Nach dem Krieg trat Loeb in die Weinhandlung seines Vaters Sigmund Loeb ein. 1922 promovierte er an der Universität Köln mit einer Arbeit zum Weinhandel an der Mosel. In seiner Freizeit engagierte er sich im Kulturleben der Stadt: Zusammen mit dem Musikhaus Keßler veranstaltete er Konzerte. In der Krise der Jahre um 1930 gelang es Loeb, den Fortbestand des Stadttheaters zu sichern. Er wurde Mitbegründer des Verkehrsvereins und übernahm dessen Geschäftsführung.
Nach dem Machtantritt der Nationalsozialisten wurde Loeb sukzessive aus dem Geschäftsleben seiner Heimatregion verdrängt. 1937 ging er in die Emigration nach Großbritannien, wo er ein neues Weinhandelsunternehmen in London eröffnete, das er bis in die 1970er Jahre betrieb. Er hatte auch in Großbritannien beruflichen Erfolg und wurde u. a. Berater für die Weinliste des Glyndebourne Festivals.
Nach dem Kriege nahm Loeb den Kontakt zu seiner Heimatstadt wieder auf und kehrte – ein halbes Jahr vor seinem Tod – wieder ganz nach Trier zurück. Er liegt auf dem jüdischen Friedhof von Trier begraben.
Die Stadt Trier ehrte Loeb 1960 durch Verleihung ihres Ehrensiegels.

## Schriften
- Die Entwicklung des Weinhandels an der Mosel in den letzten 50 Jahren. N. Besselich Verlagsbuchhandlung, Trier 1922 (Diss. Universität Köln 1922).